# 變紋黯弄蝶
變紋黯弄蝶（學名：Caltoris bromus），又名無紋黯弄蝶、灌弄蝶、無斑珂弄蝶、無紋弄蝶、戊乾無紋挵蝶。